# یونجه خشک

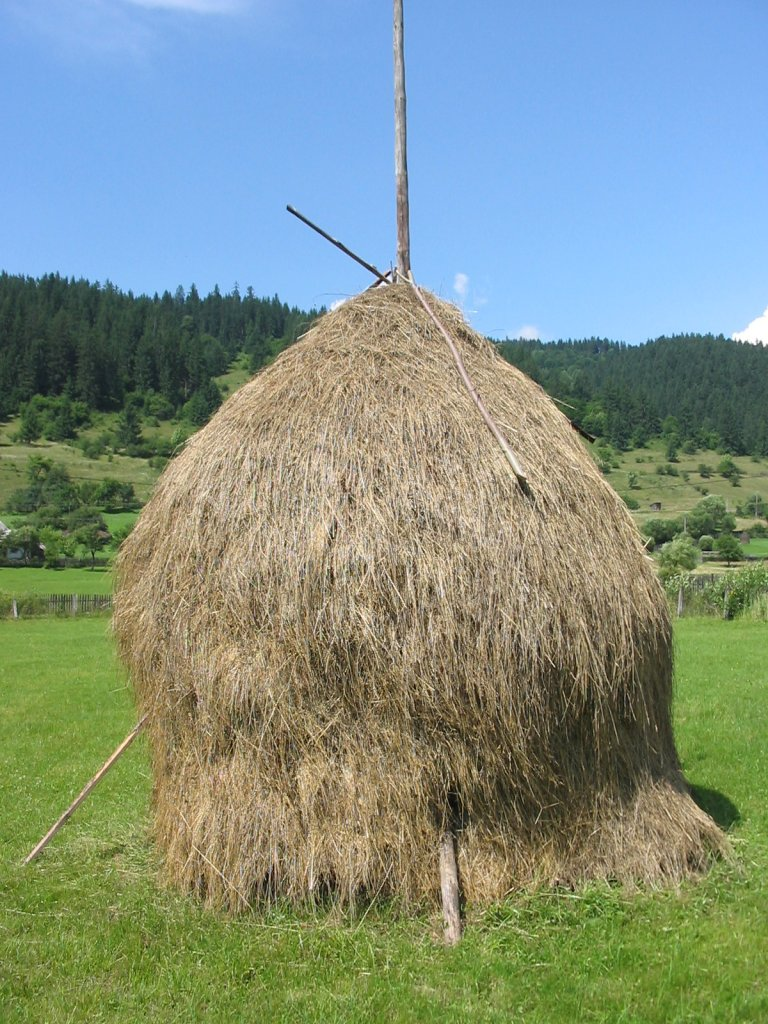
یونجهٔ خشک روی هم انباشته، رومانی

علوفه خشک آمیخته‌ای از چمن، حبوبات و چند گیاه دیگر است که درو و خشک شده و برای خوراک دام در انبار نگهداری می‌شود. این مخلوط، خوراک حیواناتی چون اسب، گاو، گوسفند و بز می‌شود همچنین به خرگوش و
خوکچهٔ هندی هم یونجهٔ خشک داده می‌شود. خوک‌ها هم ممکن است از یونجهٔ خشک تغذیه کنند اما به خوبیِ سایر گیاه‌خواران نمی‌توانند آن را هضم کنند.
هنگامی به یونجهٔ خشک روی می‌آورند که چراگاه کافی برای چرای حیوانات در دسترس نیست. هنگام زمستان و فصل سرما یا هنگامی که چراگاه بیرون بیش از نیاز حیوان، غنی است یا هنگامی که حیوان در اصطبل یا انبار غله نگهداری می‌شود و به چراگاه دسترسی ندارد از یونجهٔ خشک استفاده می‌شود.

## مواد سازنده

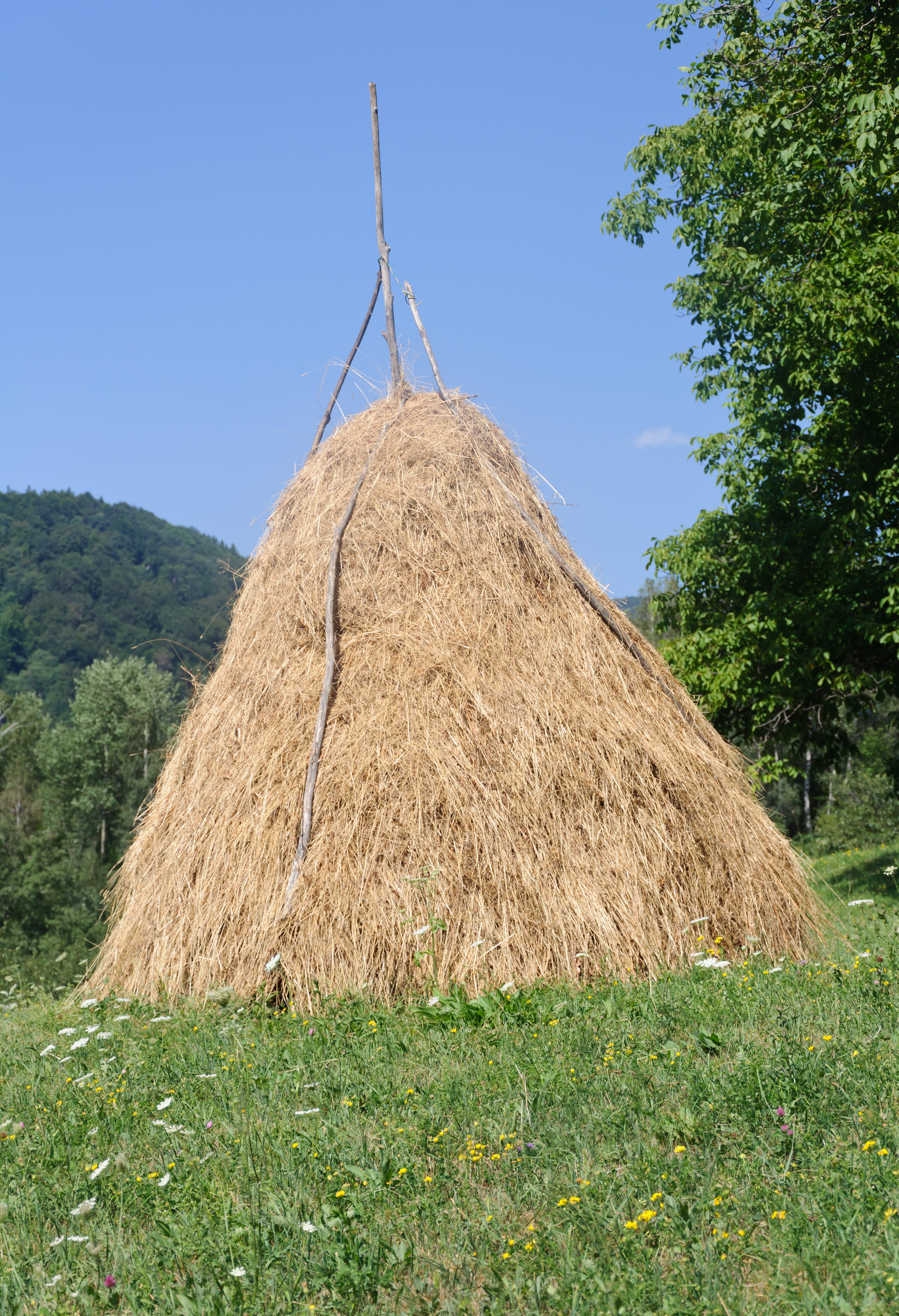
انبوهی از مواد سازنده یونجه

علوفه خشک آمیخته‌ای از چمن، لوئیچه چمنی، علف پشمکی و علف‌های دیگر است که بسته به منطقه می‌تواند متفاوت باشد. همچنین گاهی حبوباتی چون یونجه و شبدر (قرمز، سفید و شبدر زیرزمینی) هم به این علف‌ها افزوده می‌شود. برخی گل‌های ویژهٔ چراگاه‌ها هم می‌تواند افزوده شود ولی نه همهٔ آن‌ها چون برخی از این گل‌ها سمی اند.
گاهی گیاهانی مانند گندم، جو دوسر و جو هم به صورت سبز بریده می‌شوند و به آمیختهٔ یونجهٔ خشک افزوده می‌شوند. البته این گیاهان بیشتر به صورت کاه کاربرد دارند.

## سیلا

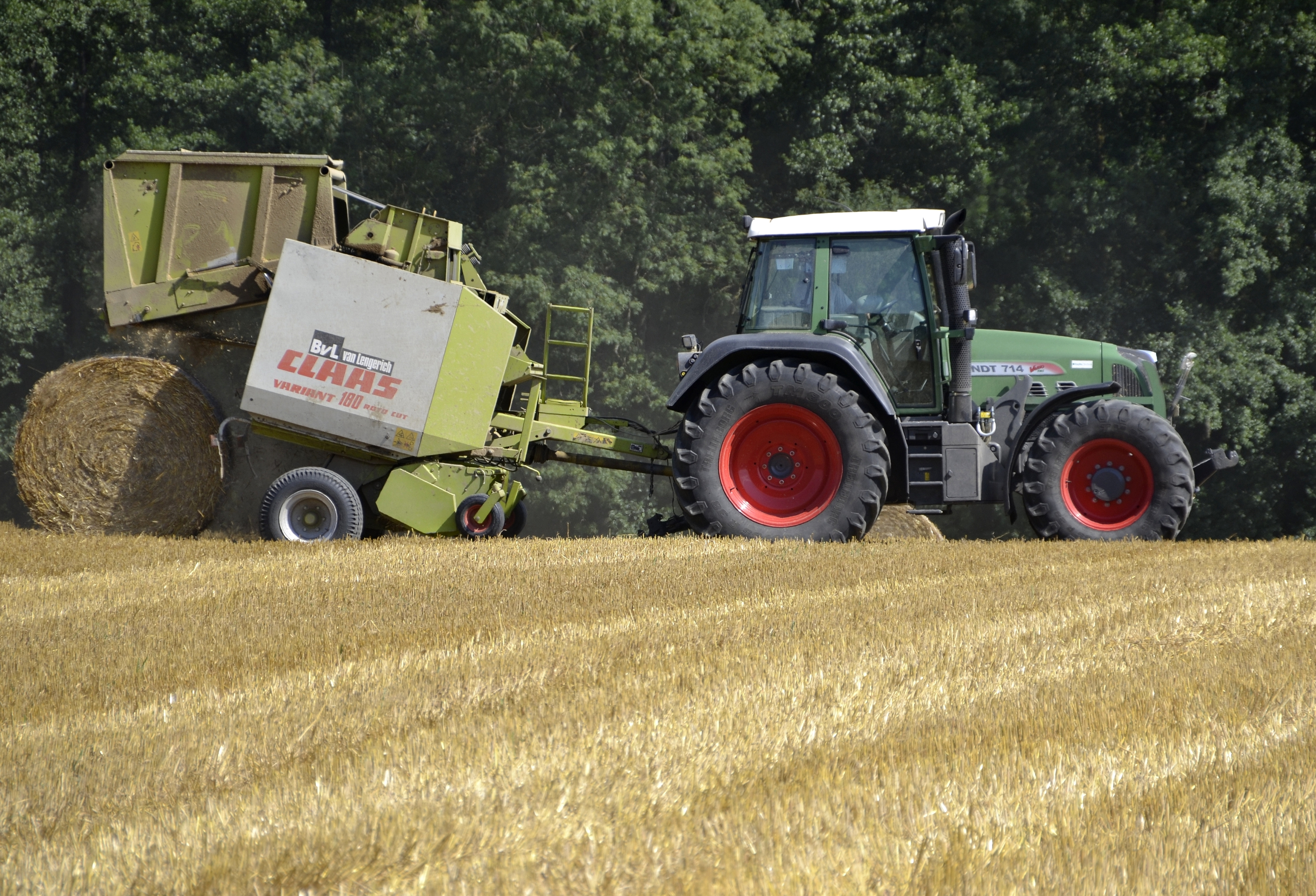
یک دستگاه بسته‌بند گرد علوفه

سیلا، (عدل‌بندی علوفه) شامل فشرده‌سازی کاه و علوفه یا سایر محصولات کشاورزی به شکل استوانه، مربعی بزرگ یا مربعی کوچک است که برای جابجای ساده‌تر و نگهداری بهینه‌تر انجام می‌گیرد. این کار با دستگاه‌های سیلا (بسته‌بند علوفه، به انگلیسی؛ بیلر Baler یا دستگاه عدل‌بند علوفه) انجام می‌گیرد.